# オープンソースマガジン
オープンソースマガジンは、ソフトバンククリエイティブから出版されていた月刊のパソコン雑誌。
元々はUNIX専門誌『UNIX USER』として1992年に創刊。その6年前の1986年に創刊された『UNIX Magazine』（アスキー）と並んで日本におけるUNIXを取り扱う雑誌の草分け的存在であった。LinuxやFreeBSDなどのいわゆるPC-UNIXに関する話題も早くから扱っている。
2005年11月8日に発売された2005年12月号から『オープンソースマガジン』へ改名。改名を機に、UNIX以外にMicrosoft WindowsやMac OS X等で動くオープンソースソフトウェア全般に対象を広げたが、売上は改善せず、2006年12月8日に発売された2007年1月号で休刊となった。